# Médaille Alexander Graham Bell de l'IEEE
Cet article concerne la médaille Alexander Graham Bell de l'IEEE. Pour la médaille de la National Geographic Society, voir médaille Alexander Graham Bell de la NGS.
La médaille Alexander Graham Bell de l'IEEE est un prix honorant « des contributions exceptionnelles à l'avancement des sciences et de l'ingénierie dans le domaine des télécommunications ».  Cette médaille est l'une des plus hautes distinctions décernées par l'Institute of Electrical and Electronics Engineers (IEEE) pour des réalisations en sciences et ingénierie des télécommunications.
Elle a été créée en 1976 par l'IEEE pour célébrer le centenaire de l'invention du téléphone par Alexander Graham Bell. Le prix est décerné soit à un individu, soit à une équipe de deux ou trois personnes. La motivation de l'IEEE pour créer ce prix est décrite de la façon suivante :

« L'invention du téléphone par Alexander Graham Bell en 1876 fut un événement majeur en électrotechnique. Elle a joué un rôle déterminant dans la stimulation de l'industrie des télécommunications qui a considérablement amélioré la vie dans le monde entier. En tant qu'individu, Bell lui-même a illustré les contributions que les scientifiques et les ingénieurs ont apportées à l'amélioration de l'humanité. »

Les récipiendaires du prix reçoivent une médaille d'or, une réplique en bronze, un certificat et un honoraire.

## Récipiendaires
Les récipiendaires sont listés comme suit par l'IEEE :
- 1976 Amos E. Joel, Jr. (en), William Keister, et Raymond W. Ketchledge (en)
- 1977 Eberhardt Rechtin (en)
- 1978 M. Robert Aaron (en), John S. Mayo (en), et Eric E. Sumner (en)
- 1979 Christian Jacobæus
- 1980 Richard R. Hough
- 1981 David Slepian
- 1982 Harold Rosen
- 1983 Stephen O. Rice (en)
- 1984 Andrew Viterbi
- 1985 Charles K. Kao
- 1986 Bernard Widrow
- 1987 Joel S. Engel, Richard H. Frenkiel (en), et William C. Jakes, Jr.
- 1988 Robert Metcalfe
- 1989 Gerald Ash (en) et Billy B. Oliver
- 1990 Paul Baran
- 1991 C. Chapin Cutler (en), John O. Limb (en), et Arun Netravali (en)
- 1992 James Massey
- 1993 Donald C. Cox (en)
- 1994 Hiroshi Inose
- 1995 Irwin M. Jacobs
- 1996 Tadahiro Sekimoto (en)
- 1997 Vint Cerf et Bob Kahn
- 1998 Richard Blahut (en)
- 1999 David Messerschmitt (en)
- 2000 Vladimir Kotelnikov
- 2001 pas de médaille
- 2002 Tsuneo Nakahara (en)
- 2003 Joachim Hagenauer
- 2004 pas de médaille
- 2005 Jim K. Omura (en)
- 2006 John Wozencraft
- 2007 Norman Abramson
- 2008 Gerard J. Foschini (en)
- 2009 Robert McEliece
- 2010 John Cioffi
- 2011 Arogyaswami Paulraj (en)
- 2012 Leonard Kleinrock
- 2013 Andrew Chraplyvy et Robert Tkach
- 2014 Dariush Divsalar
- 2015 Frank Kelly
- 2016 Roberto Padovani
- 2017 Harold Vincent Poor
- 2018 Nambirajan Seshadri (en)
- 2019 Teresa Meng (en)
- 2020 Rajiv Laroia
- 2021 Nick McKeown (en)
- 2022 P. R. Kumar
- 2023 Ingeborg J. Hochmair-Desoyer, Erwin Hochmair (en)
- 2024 Jennifer Rexford
- 2025 Richard D. Gitlin (en)